# Oud-Heverlee Leuven
Oud-Heverlee Leuven é uma equipe belga de futebol com sede em Leuven. Disputa a primeira divisão da Bélgica (Belgian Pro League).
Seus jogos são mandados no Den Dreef, que possui capacidade para 9.493 espectadores.

## História
O Oud-Heverlee Leuven foi fundado em 2002.

## Uniformes

### 1º Uniforme
| 2020–2021 | 2019–2020 |

### 2º Uniforme
| 2020–2021 | 2019–2020 |